# Kim Won-gyun
Kim Won-gyun (김원균?, 金元均?; Wŏnsan, 2 gennaio 1917 – 5 aprile 2002) è stato un compositore nordcoreano.
Considerato come il più importante compositore del paese per aver composto la melodia dell'inno nazionale della Repubblica Popolare Democratica di Corea.

## Biografia
Kim Won-gyun, nacque a Wonsan nel 1917, nell'allora Corea sotto il dominio giapponese.
Frequentò le scuole superiori ma le abbandonò dopo tre gradi.
Prima d'intraprendere la sua carriera musicale, Kim era solo un contadino.
Nel 1946, un anno dopo la resa del Giappone, nel periodo di occupazione della penisola coreana, a nord dall'Unione Sovietica e a sud dagli Stati Uniti d'America, si prevedeva a causa del contrasto delle due superpotenze per motivi ideologici che la Corea venisse divisa in due paesi differenti: Kim scrisse l'Inno del generale Kim Il-sung, Il rivoluzionario comunista che venne messo a capo del Comitato popolare provvisorio nel 1945 dai sovietici.
La canzone, fu la prima a menzionare e idolare Kim Il-Sung e dopo il grande successo, gli venne chiesto di comporre l'inno nazionale, Aegukka, che diventerà l'inno ufficiale della Corea del Nord nel 1948.
È morto all'età di 85 anni il 5 aprile 2002 per insufficienza cardiaca.

## Composizioni
- Inno del generale Kim Il-sung (1946)
- Aegukka (1947)